# Apold (Rumania)
Apold ( en alemán: Trapold, Trappold) es una  comuna en el distrito  de Mureş, Rumania. Está constituido por cuatro secciones: Apold, Daia (en alemán: Denndorf; en húngaro Dálya o Szászdálya), Şaeş (en alemán: Schaas; en húngaro :Segesd) y Vulcan (en alemán:Wolkendorf; en húngaro: Volkány).

## Geografía
La comuna de Apold está situada el sur del județ en el límite con la comuna o județ de Brașov y aquel con la comuna o Sibiu a orillas del  Șaes afluente por la orilla izquierda  del río Târnava Mare sobre la meseta de Târnava (Podișul Târnavelor, Apold se ubica a unos 15 km al sur de Sighișoara y a unos 70 km al sureste Târgu Mureș  la capital del județ).
La comuna o municipalidad de Apold está (año 2015) compuesta por los cuatro villorios o aldeas siguientes (población en 2002):
- Apold (860), sede de la municipalidad ;
- Daia (557) ;
- Șaes (1196) ;
- Vulcan (109).

## Historia
La primera mención escrita de la aldea de Daia data del año 1280, y para el de Șaes 1301 el año y Apold bajo el nombre latinizado de Apoldia en el año  1309. Las cuatro aldeas fueron villorios sajones fundados por los inmigrantes germánicos durante la Edad Media. 
La comuna  de Apold ha pertenecido al Reino de Hungría, luego al Imperio de Austria y hasta el 1918 al Imperio de Austria Hungría.
En 1876, luego de la reorganización administrativa de Transilvania, Apold fue incluida en el comitado de Nagy-Küküllő.
La comuna de Apold fue uno de los territorios reclamados por la  Gran Rumania en 1920 tras el  Tratado de Trianon, luego de ser desagregada de Austria Hungría. La misma fue nuevamente ocupada por Hungría entre 1940 a 1944, luego de 1945 devino rumana.
Los habitantes de origen alemán fueron mayoritarios hasta fines de la Segunda Guerra Mundial, aún en 1977 se contabilizaban  1429 alemanes que fueron expulsados casi totalmente  durante la Revolución rumana de 1989 de modo que el año 2002 no se contaban sino 21 personas de origen con habla dialectal alemana.

## Galería

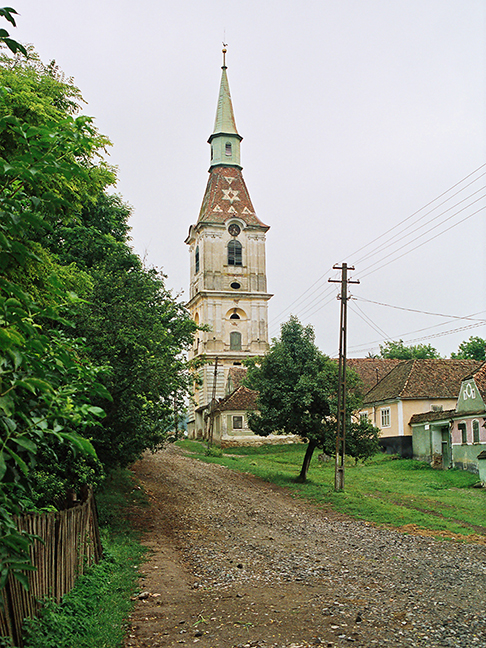
Iglesia en Daia
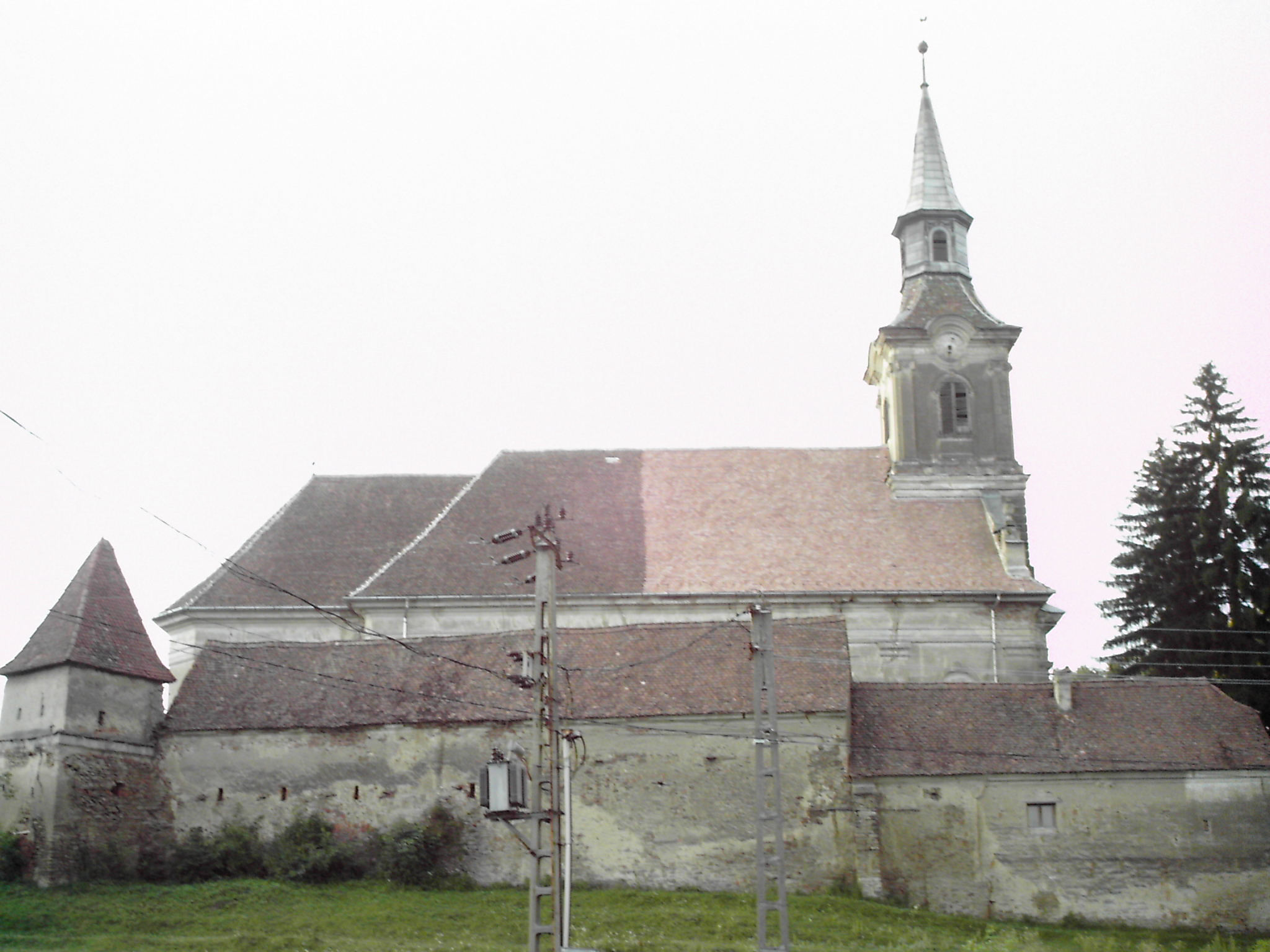
Iglesia fortificada sajona en  Şaeş (notar el estilo gótico)